# Zenaide e Filonila
Zenaide (por vezes chamada Zenaíde, Zinaída ou Zinaíde) e Filonila foram duas virgens cristãs que, pelo que se sabe, as primeiras médicas cristãs segundo São Lucas, o Evangelista, e as primeiras santas anárgiras, uma classificação aplicada a alguns santos cristãos que não aceitavam pagamentos por suas boas obras. Isto inclui médicos cristãos que, em oposição direta à pratica da época, atendiam aos doentes sem cobrar nada. Elas são particularmente veneradas no cristianismo oriental.

## Biografia
A tradição relata que elas nasceram na cidade de Tarso, na região da Cilícia, na Ásia Menor (hoje, Turquia) em uma família de boa educação. Eram sobrinhas do Apóstolo Paulo, que outrora chamara-se Saulo e fora um dos principais perseguidores dos cristãos e da Igreja. Vendo a grande mudança na vida do seu tio, as jovens virgens desejaram de alma inteira trabalhar somente para Cristo.
Elas foram instruídas e batizadas na fé cristã pelo seu irmão Jasão de Tarso, um dos Setenta Discípulos, bispo da cidade nativa das moças. Entrando na Academia Filosófica de Tarso, elas se dedicaram a medicina. Tendo completado seus estudos, deixaram sua mãe e renunciaram às suas propriedades. Buscando uma vida ascética, Zenaide e sua irmã decidiram ir morar próximo à cidade de Demetríade, na Tessália. 
Esta era uma região conhecida por suas nascentes e santuários de cura dedicados a Esculápio, deus grego da medicina. Havia muitos médicos na região, mas apenas atendiam os ricos, cobrando quantias exorbitantes pelos seus serviços. Também ganhavam dinheiro vendendo amuletos e outros objetos mágicos.
Chegando a região, as virgens não concordaram em como os médicos tratavam os podres e como funcionava a medicina naquela área. As duas virgens resolveram ir para as montanhas e montar uma capela e uma barraca, onde onde atendiam os mais simples e qualquer um que buscasse a sua ajuda. A tradição relata que milagres aconteceram por elas.
Filonila se dedicou à medicina experimental, trabalhando para separar medicamentos de superstição. Zenaide estava particularmente interessado em pediatria. No final de sua vida deu atenção para o tratamento de transtornos psiquiátricos, incluindo depressão clínica. As duas irmãs dedicaram suas vidas à oração, quando não estavam trabalhando cuidando do povo.

## Morte
Há uma pequena variação em torno de suas mortes. Alguns dizem que Zenaide morreu antes de sua irmã de morte natural, e que Filonila teria morrido também de morte natural. Entretanto, a versão mais comum e aceita é que Zenaide e Filonila foram entregues ao martírio. 
Segundo essa tradição, vendo a quantidade de pessoas que buscavam o tratamento médico das virgens, muitos pagãos converteram-se ao cristianismo e foram batizados. 
Alguns dos pagãos que ali viviam enfureceram-se com o resultado da pregação e dos milagres operados pelas virgens, pois devido a elas os templos pagãos ficaram desertos. Sentindo-se ameaçados, os pagãos resolveram matá-las, e à noite foram à caverna das virgens e as apedrejaram até à morte.